# Lichaczewo (obwód wołogodzki)
Lichaczewo (ros. Лихачево) – wieś (dieriewnia) w Rosji, w rejonie czerepowieckim obwodu wołogodzkiego. W 2010 liczyła 6 mieszkańców.